# Площадь Победы (Владикавказ)
Площадь Победы — площадь в городе Владикавказ, Северная Осетия, Россия. Находится в Затеречном муниципальном округе в районе пересечения Проспекта Коста и улицы Калинина.

## История
Площадь образовалась во второй половине 1960-х годов на месте снесенных одноэтажных домов перед зданием чулочно-трикотажной фабрики.
11 января 1968 года в ознаменование 25-летия разгрома немецко-фашистских захватчиков под городом Орджоникидзе, новая площадь получила наименование Площадь Победы.

## Объекты
- Памятник-танк Т-34 — установлен 11 декабря 1972 года в честь 30-летия разгрома немецко-фашистских войск под г. Орджоникидзе. Авторы: архитектор К. С. Кабисов, скульптор Б. А. Тотиев. Объект культурного наследия России (№ 1530331000).

- Фонтан — находится в центре площади.

- Чулочно-носочная фабрика «Текстиль-сфера» (пл. Победы, 1) — находится в западной части площади.

## Транспорт
Трамвай №№ 1, 2, 4, 5, 7, 8, 9, 10, остановка «Площадь Победы».

## Источник
- Владикавказ. Карта города, 2011.
- Кадыков А. Н. Улицы, переулки, площади и проспекты г. Владикавказа: Справочник. — Респект, 2010. — С. 421—422 — С. 417 — ISBN 978-5-905066-01-6